# Orthotrichum berthoumiaei
Orthotrichum berthoumiaei là một loài rêu trong họ Orthotrichaceae. Loài này được Buyss. mô tả khoa học đầu tiên năm 1882.
Danh pháp khoa học của loài này chưa được làm sáng tỏ. 